# Интали (Каркаралінський район)
Интали́ (каз. Ынталы) — село у складі Каркаралінського району Карагандинської області Казахстану. Адміністративний центр та єдиний населений пункт Инталинського сільського округу.
Населення — 564 особи (2021; 801 у 2009, 1092 у 1999, 1243 у 1989).
Національний склад станом на 1989 рік:
- казахи — 100 %.

## Люди
В селі народилася Шашкіна Жаміля Нурмагамбетівна (1914—2009) — радянська та казахстанська акторка, співачка.